# Torre Grossa
La Torre Grossa es la torre más alta de San Gimignano (Toscana, Italia) y se encuentra en Plaza del Duomo, junto al Palacio Comunal.

## Historia
Su construcción se inició exactamente el 21 de agosto de 1300, cuatro meses después de que la ciudad hubiera hospedado a Dante Alighieri, y se acabó en 1311. Posee 54 metros de altura y es la única, junto con las dos torres gemelas de la Piazza delle Erbe sobre la cual está permitido el acceso a los visitantes.

## Descripción
La torre se sitúa sobre un pasaje y tiene, como todas las demás torres de la ciudad, base cuadrada. El paramento a vista es en jalón, cortada en esbozos bien regulares.
En la azotea, con una gran vista de toda la ciudad y alrededores, existe una celda campanaria protegida por un parapeto de arcos de banda lombarda. La celda es piramidal, similar a la de la Torre Rognosa.
La torre es visitable con la misma entrada del Museo Cívico.

## Galería de imágenes

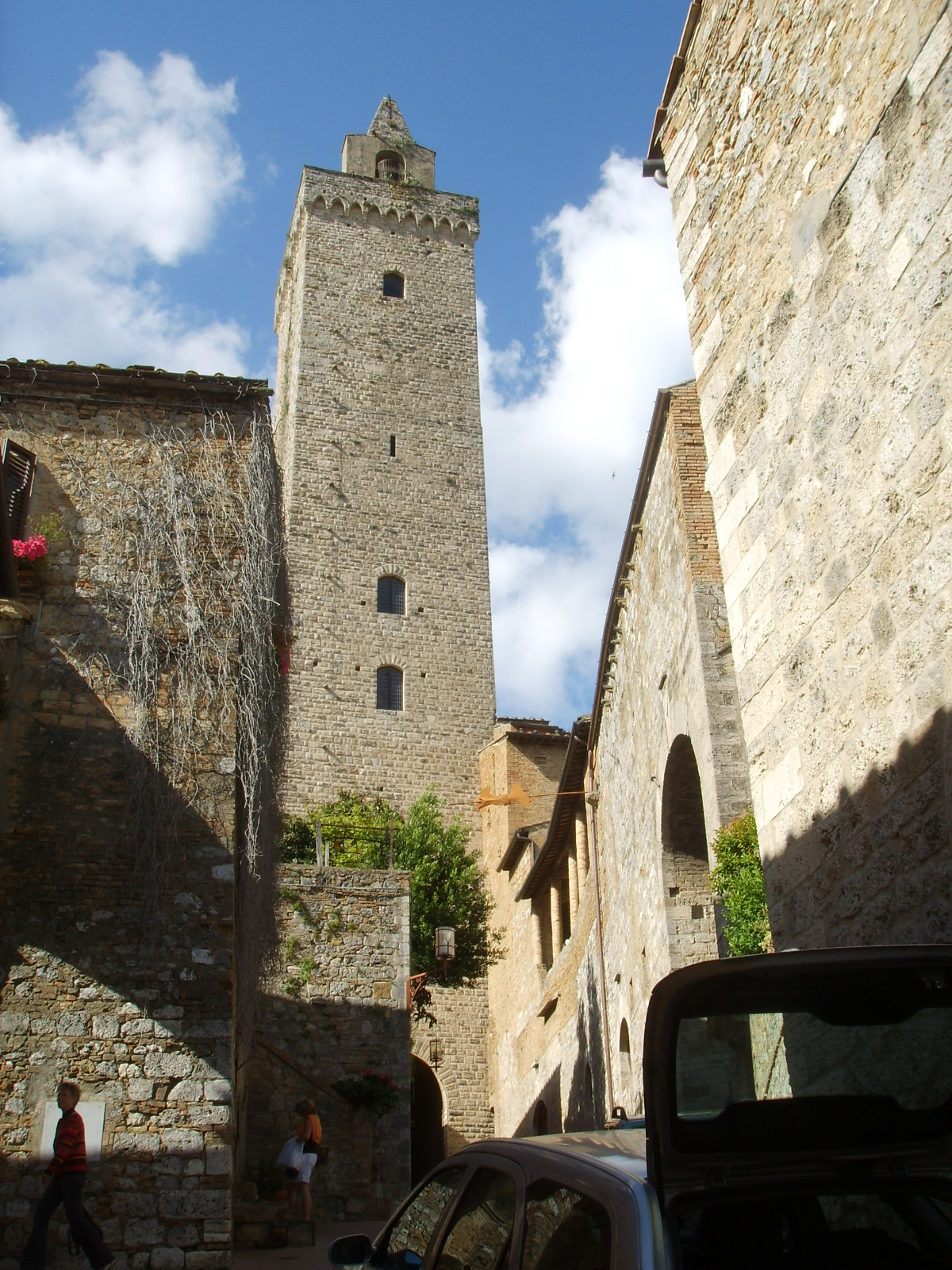
La torre Grossa vista por detrás.
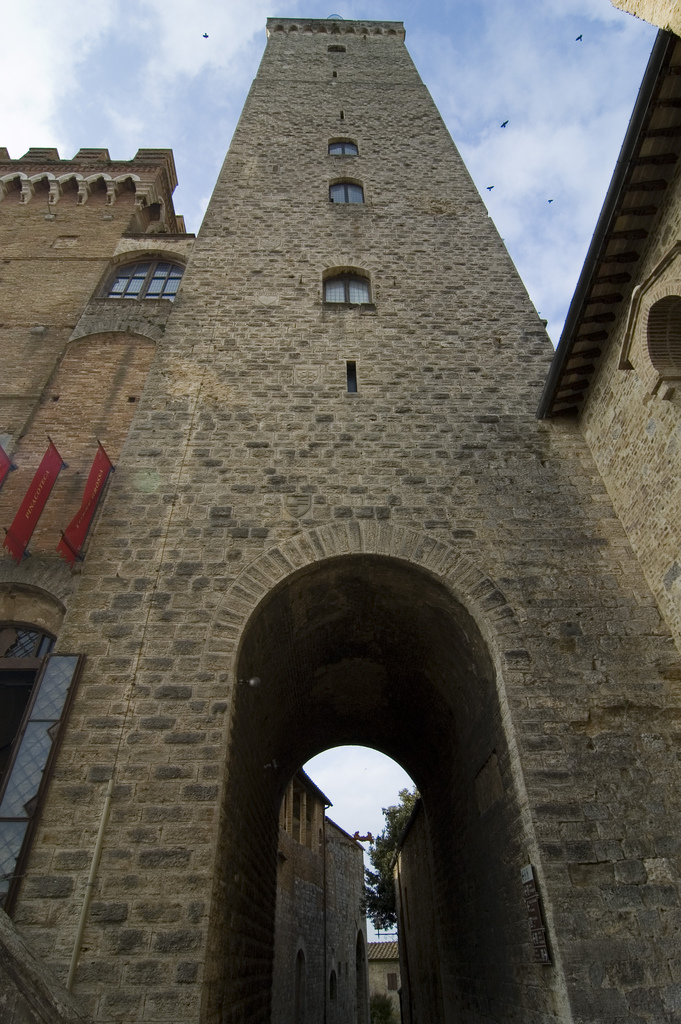
Arco del pasaje bajo la torre.
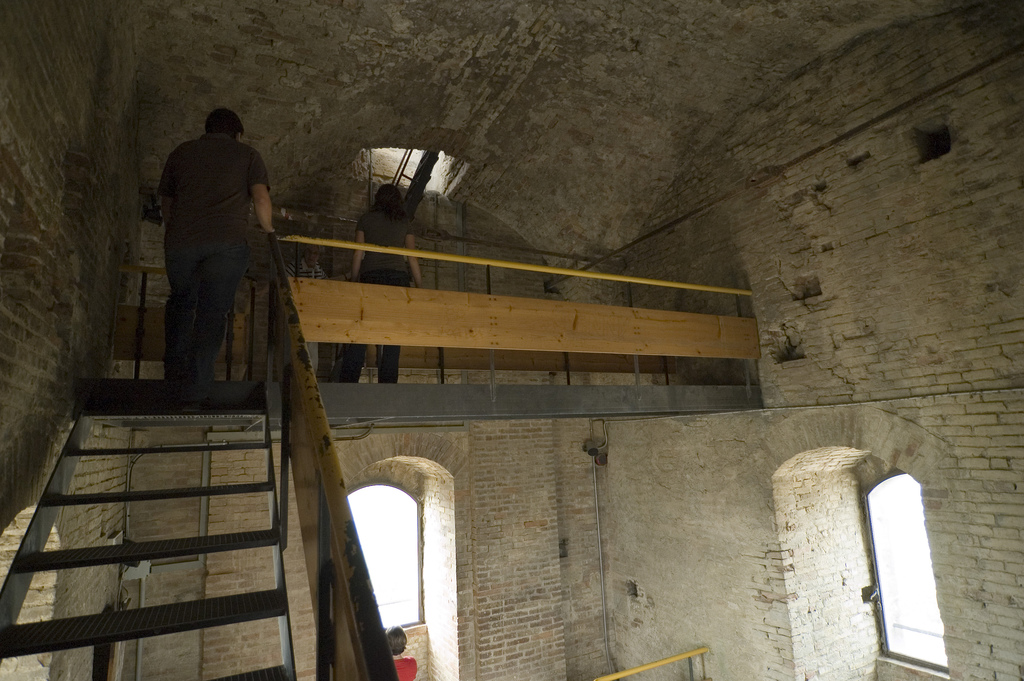
Las escaleras interiores

## Otros proyectos
- Wikimedia Commons contiene imágenes y otros archivos de la Torre Grossa

- Datos: Q3995190
- Multimedia: Torre Grossa / Q3995190